# Iracema do Oeste
Iracema do Oeste is een gemeente in de Braziliaanse deelstaat Paraná. De gemeente telt 2.568 inwoners (schatting 2016).